# Neohemsleya
Neohemsleya là một chi thực vật thuộc họ Sapotaceae. Nó được công nhận là một chi vào năm 1991. Chỉ có một loài thuộc chi này được biết đến, đó là Neohemsleya usambarensis, loài đặc hữu của núi Usambara của Tanzania. Loài này được liệt vào sách loài vật dễ bị tổn thương.